# Drahanská vrchovina
Drahanská vrchovina je geomorfologický celek ležící zhruba uprostřed Moravy, součást Brněnské vrchoviny. Na západě sousedí s Boskovickou brázdou a Bobravskou vrchovinou, na jihu s Dyjsko-svrateckým úvalem a Vyškovskou bránou, na východě s Hornomoravským úvalem a na severu se Zábřežskou vrchovinou. Je nazvána podle městysu Drahany na Prostějovsku, který je nejvýše položenou obcí její východní části. Jihozápadním okrajem zasahuje na území města Brna, jemuž tvoří severní a severovýchodní zázemí, významné historicky jako zdroj dřeva, železa, kamene a později zejména pro rekreaci.
Nejvyšší bod Skalky, který dosahuje 735 m n. m., se nachází ve východní části, označované jako Konická vrchovina (droby, slepence, břidlice, ostrůvky prvohorních devonských vápenců u Javoříčka a Mladče). Dalšími podcelky Drahanské vrchoviny jsou největší česká krasová oblast Moravský kras, v němž vystupují na ploše téměř 100 km čtverečních prvohorní devonské vápence, a Adamovská vrchovina, složená hlavně z žuly a granodioritu, která byla rozrušena třetihorními tektonickými pohyby a činností řek. Seznam dalších nejvyšších a nejprominentnějších vrcholů obsahuje Seznam vrcholů v Drahanské vrchovině.
Administrativně náleží oblast převážně do Jihomoravského kraje (okresy Blansko, Brno-město, Brno-venkov, Vyškov), severovýchod do kraje Olomouckého (okres Prostějov) a severní cíp do kraje Pardubického (okres Svitavy). Asi 13 % rozlohy vrchoviny pokrývá vojenský újezd Březina.

## Geologie

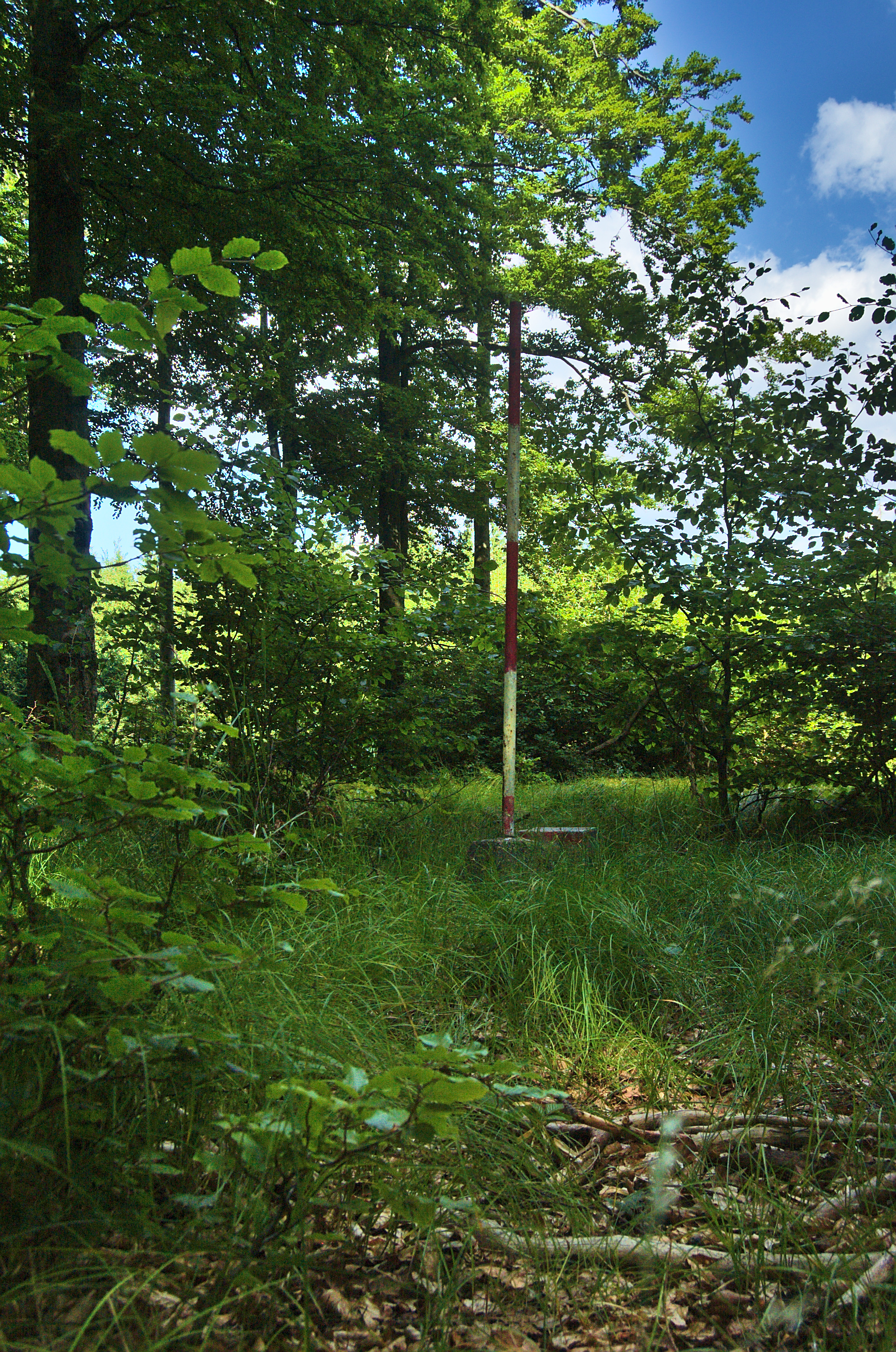
Skalky, nejvyšší vrchol Drahanské vrchoviny

Na Drahanské vrchovině převládají prvohorní (karbonské) horniny usazené. Na velké části jsou také poměrně mocné čtvrtohorní usazeniny. Reliéf Moravského krasu vzniká v důsledku rozpouštění hornin a postupně se tak vytváří typická krajina s povrchovými a podzemními krasovými jevy.

## Klimatické poměry

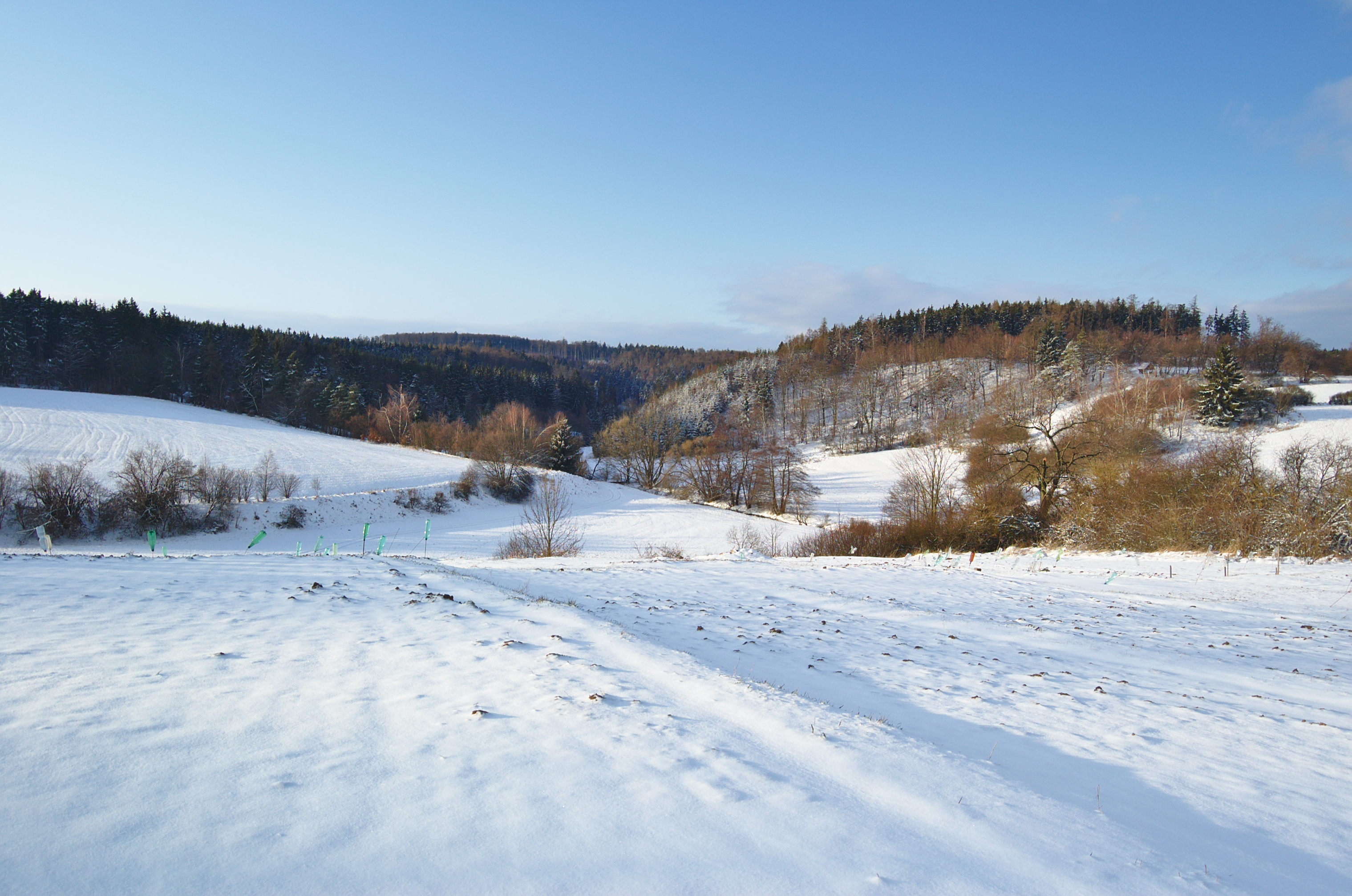
Zimní krajina okolo Malého Hradiska, údolím protéká říčka Zábrana

Drahanská vrchovina leží v klimatické oblasti mírně teplé, mírně vlhké, vrchovinné. Atmosférické srážky se pohybují v rozmezí 616–711 mm za rok. Ve vegetačním období je průměrná teplota 12,5 stupňů Celsia. Vzhledem k poloze a k neexistenci velkých průmyslových podniků je zde jedno z nejčistších ovzduší v České republice. V roce 2008 ovšem expanduje výroba plastových akrylátových van a příslušenství v okolí nejvyšších partií vrchoviny – zejména obec Suchý (původní výrobní hala o velikosti několika hektarů se rozšiřuje o 70 %), a tak v tomto důsledku kvalita ovzduší v této části Drahanské vrchoviny výrazně klesá – firma RIHO v obci Suchý ohlásila IRZ (www.irz.cz) v roce 2007 6740 kg styrenu/ovzduší/rok. V zimním období bývají zpravidla partie nad 500 metrů nad mořem pokryty souvislou sněhovou pokrývkou.

## Vodstvo

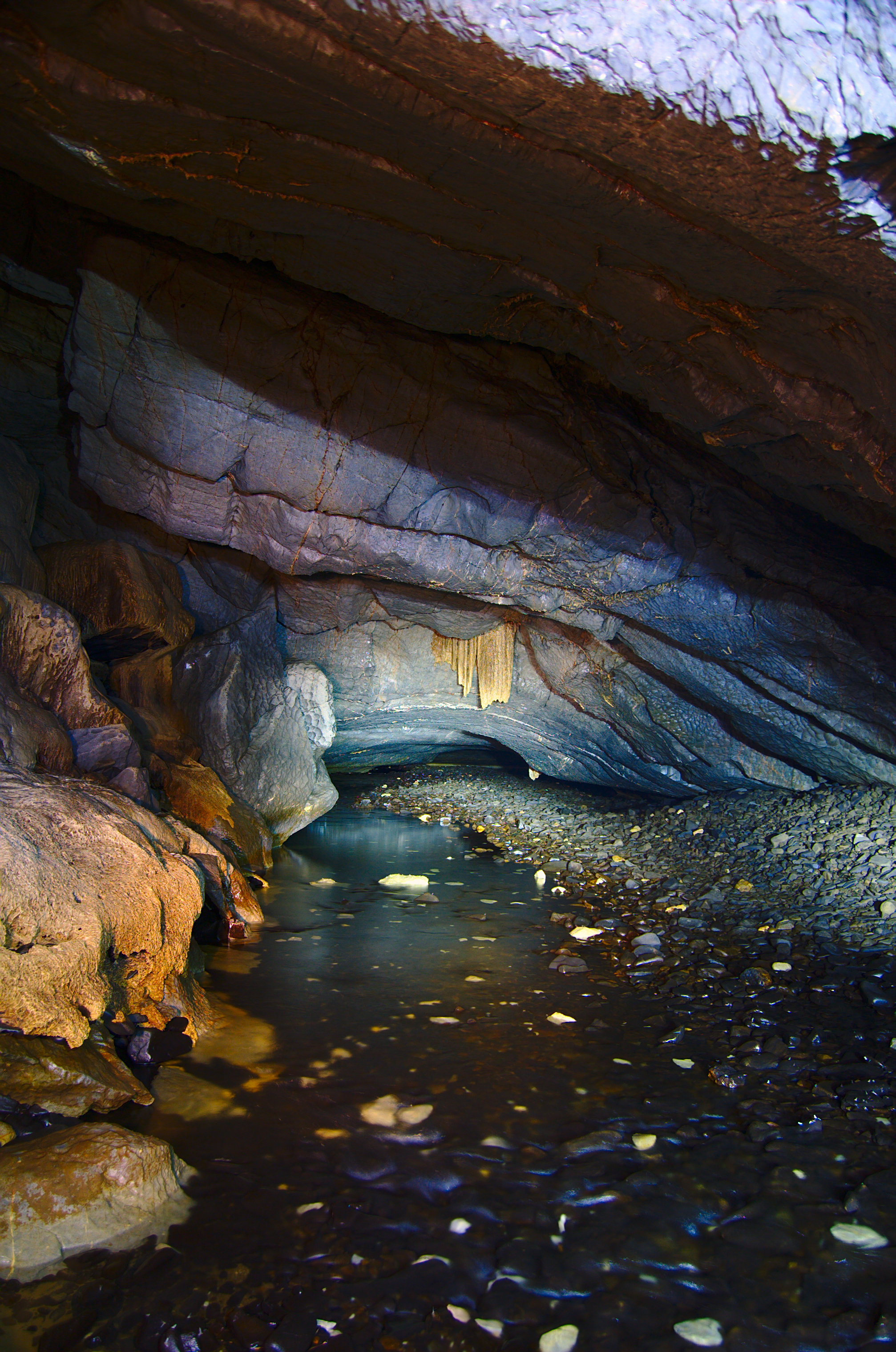
Bílá voda v povodňové chodbě Staré Amatérské jeskyně

Drahanská vrchovina leží ve srážkovém stínu Českomoravské vrchoviny, která zadržuje většinu srážek přinášených západními větry. Je velmi chudá na povrchové vodní zdroje i na zásoby podzemních vod. Nemá velké toky, jedná se o pramennou oblast na rozvodí Svratky (jihozápadní část) a horní Moravy (sever a východ). Významnými toky na povodí Svratky jsou Svitava (ta zde ovšem nepramení) s přítoky Bělou a Punkvou, Říčka a Rakovec. Sever vrchoviny odvodňují zejména Nectava (přítok Jevíčky) a Romže, tekoucí po hranici oblasti, a východní část pak Okluka (Hloučela), Brodečka a Velká a Malá Haná.

## Flóra

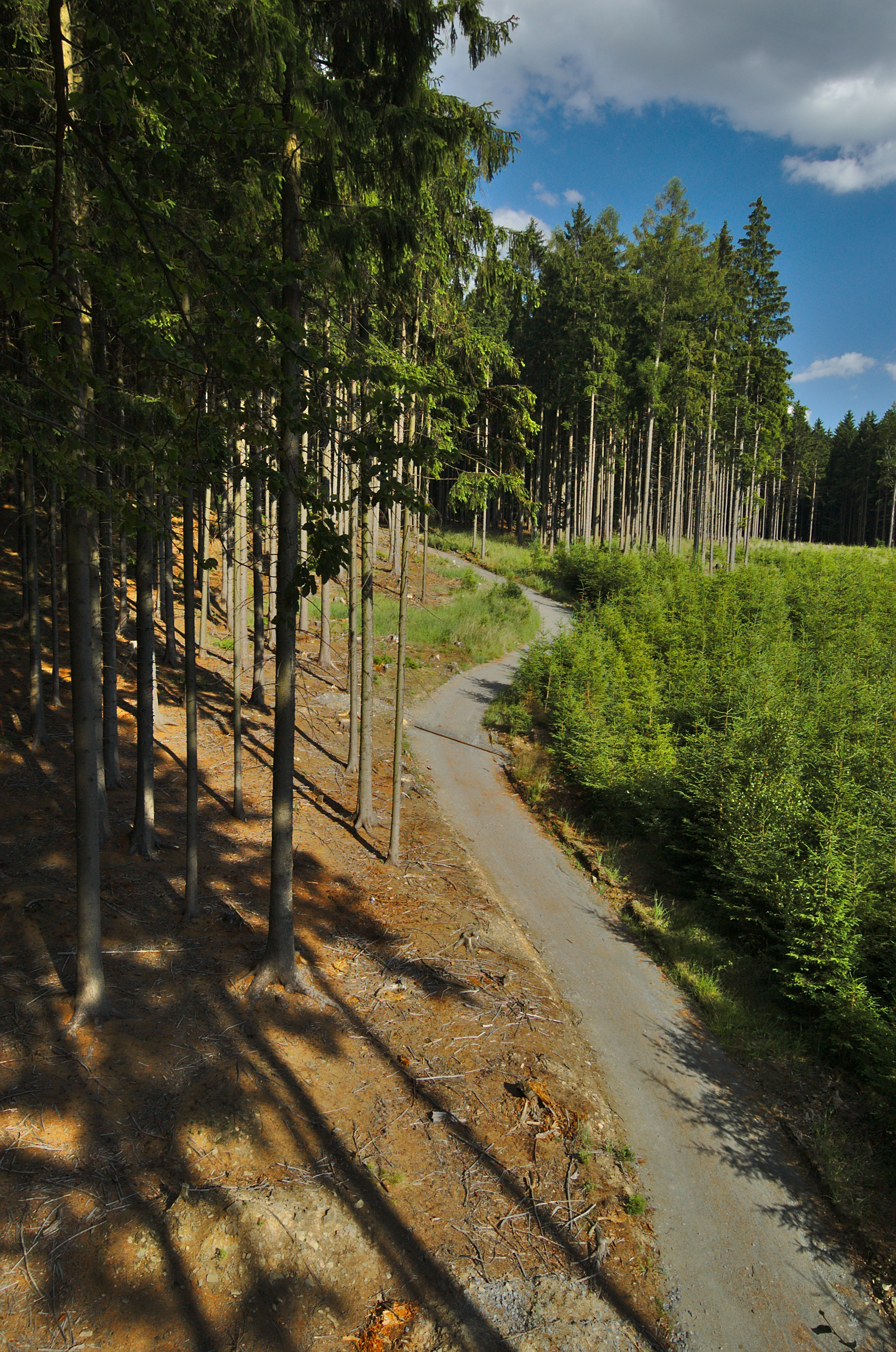
Pohled na smrkovou monokulturu z posedu u obce Protivanov

Nacházejí se zde jak lesy jehličnaté, tak lesy s převahou listnáčů. V jehličnatých lesích roste smrk obecný, borovice lesní, modřín opadavý, douglaska tisolistá a jedle bělokorá. V lesích s převahou listnáčů se zejména vyskytuje buk lesní, dub zimní, dub letní, habr obecný, javor klen, bříza bělokorá, ojediněle lípa, jírovec maďal, osika obecná aj. Z keřů je velmi hojný bez hroznatý, bez černý, maliník obecný a mnoho druhů ostružiníků. V lesích roste poměrně velké množství hub.

## Fauna

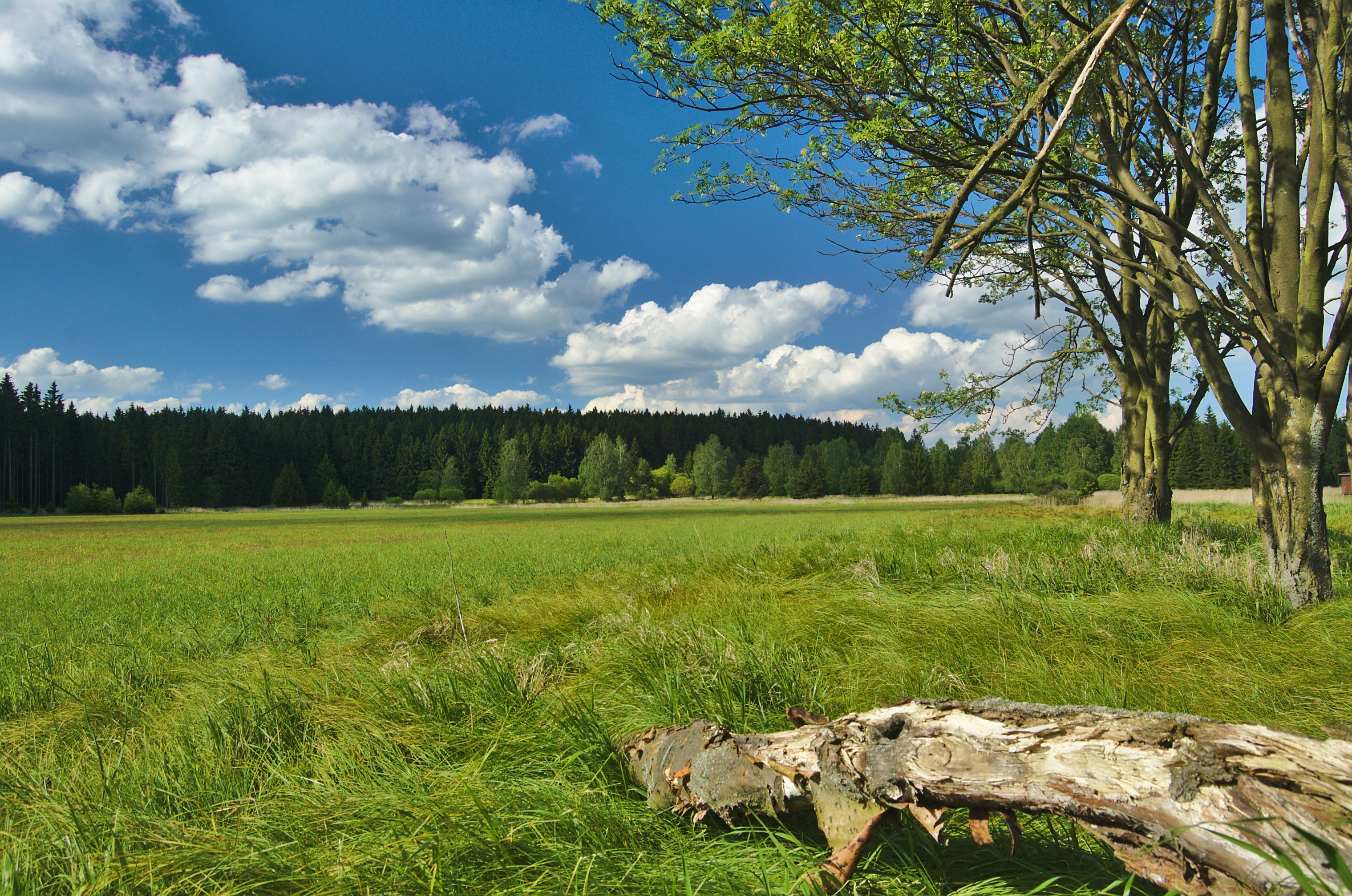
Přírodní rezervace Pavlovské mokřady

Drahanská vrchovina má poměrně dobré ekologické podmínky, vyskytuje se zde množství živočichů.
- Šelmy: kuna lesní, kuna skalní, jezevec lesní, liška obecná
- Dravci: káně lesní, jestřáb lesní, krahujec obecný, včelojed lesní a další
- Sovy: kalous ušatý, puštík obecný, sýček obecný, výr velký, sova pálená
- Šplhavci: strakapoud velký, datel černý, žluna zelená
- Pěvci: různé druhy sýkor, pěnkava obecná, hýl obecný, strnad lesní, různé druhy pěnic, červenka obecná, kos černý, drozd zpěvný, sojka obecná, čížek lesní, střízlík obecný, krkavec velký, vrabec domácí.
- Další ptáci z různých skupin, např. kukačka obecná a další.
- Spárkatá zvěř: srnec obecný, jelen evropský, muflon evropský, prase divoké.
- Obojživelníci: kuňka obecná, skokan štíhlý [2]

Ve studii, ve které Renčo, Čermák a Čerevková v 27 březových lesích na Slovensku a České republice zjišťovali výskyt hlístic, byla jejich nejvyšší koncentrace zjištěna právě na Drahanské vrchovině.

## Nerostné suroviny

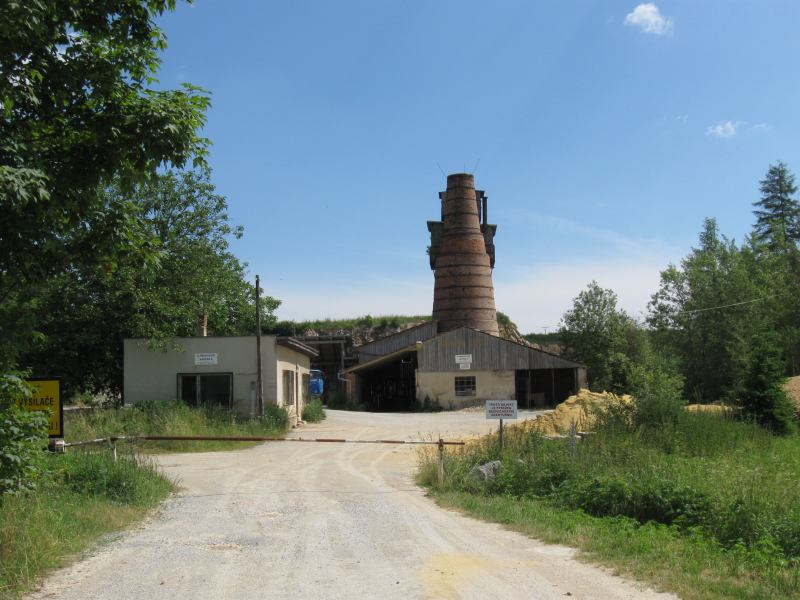
Dobíhající těžba vápence v lomu Malá dohoda u Holštejna, vápenka je již mimo provoz

Rudy byly v této oblasti těženy jen výjimečně a těžba měla jen menší hospodářský význam. Mezi nejvýznamnější patřila naleziště železné rudy v oblasti Olomučan, Rudice, Habrůvky a Josefova. Na tuto těžbu sahající daleko do historie upozorňuje naučná stezka "Cesta železa Moravským krasem." Další lokalitou, kde se těžila železná ruda již v dobách Keltů, byla oblast kolem Malého, resp. Starého Hradiska. Ze stavebních surovin se v současnosti těží převážně droby, lomový kámen, v Moravském krasu dobíhá těžba vápence. V oblasti Křtin a Jedovnic jsou naleziště mramoru.

## Ochrana přírody

### Chráněná krajinná oblast

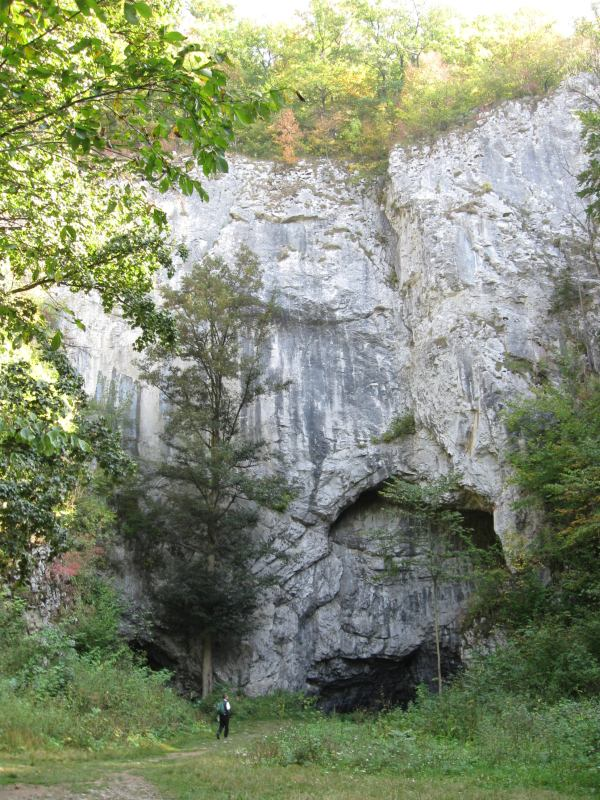
Býčí skála

- Moravský kras

### Národní přírodní rezervace
- Býčí skála
- Habrůvecká bučina
- Hádecká planinka
- Vývěry Punkvy

### Národní přírodní památky
- Jeskyně Pekárna
- Rudické propadání

### Přírodní rezervace
- Babí lom (Lelekovice, Svinošice)

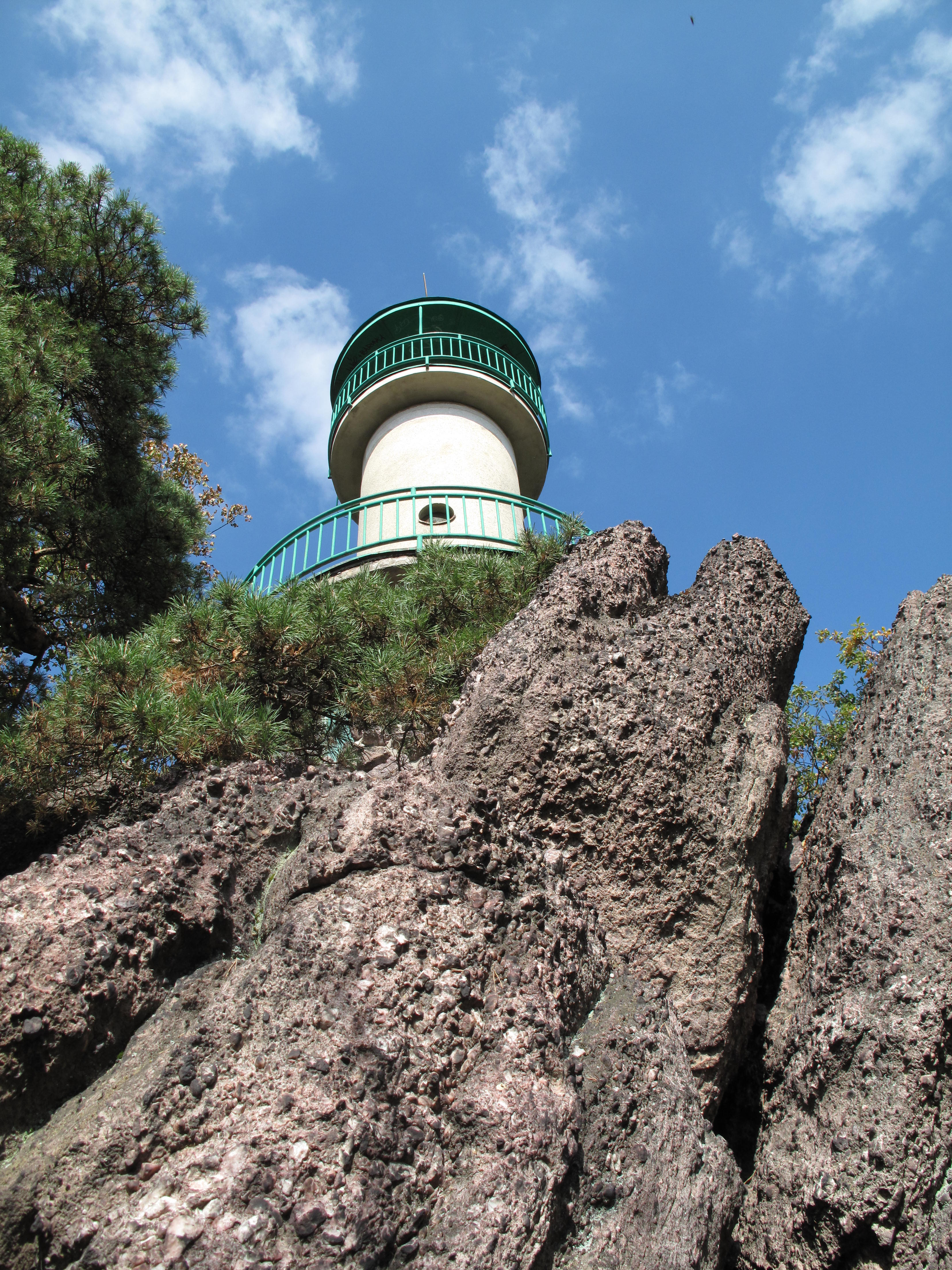
Babí lom

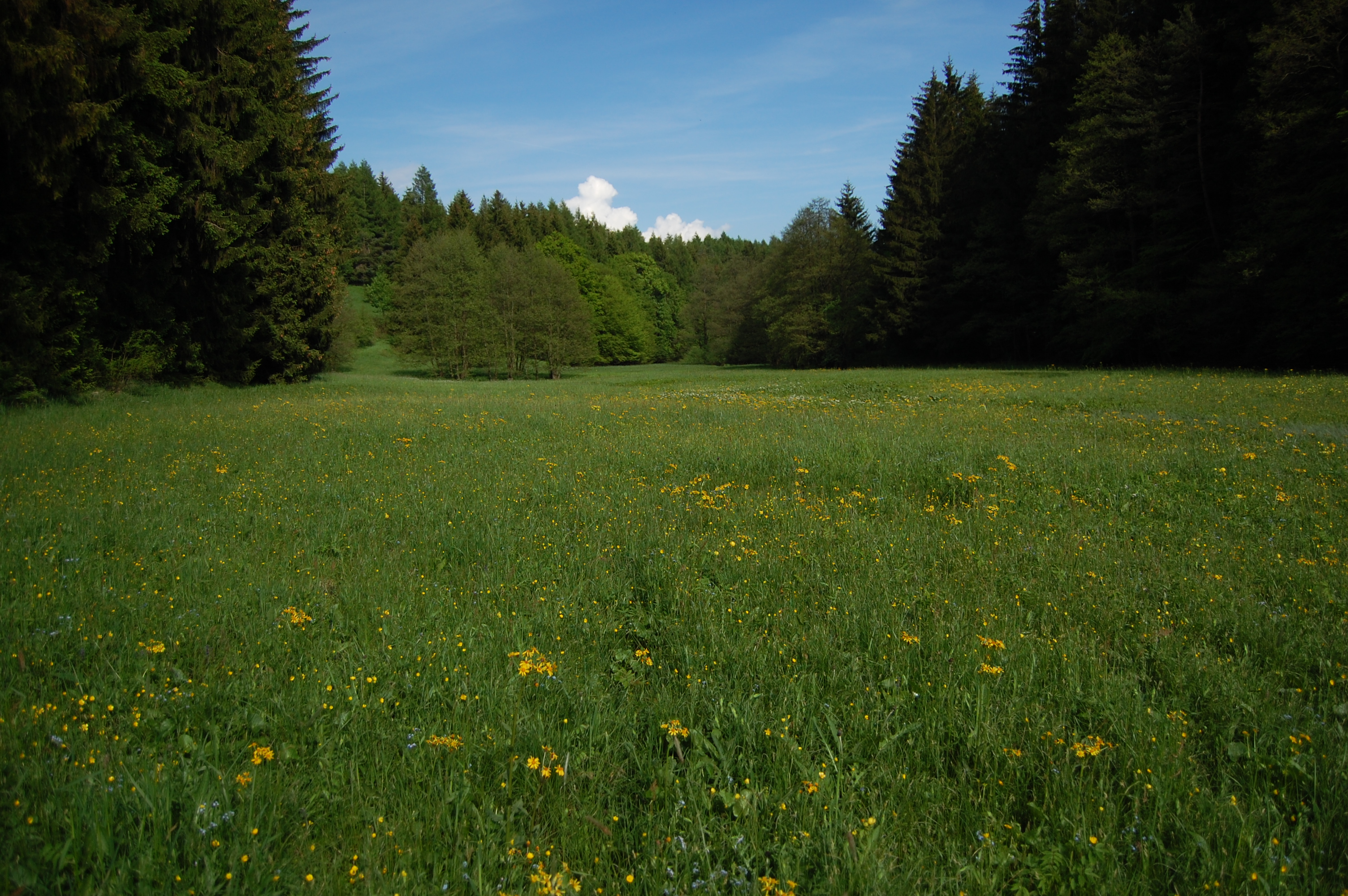
Lipovské upolínové louky

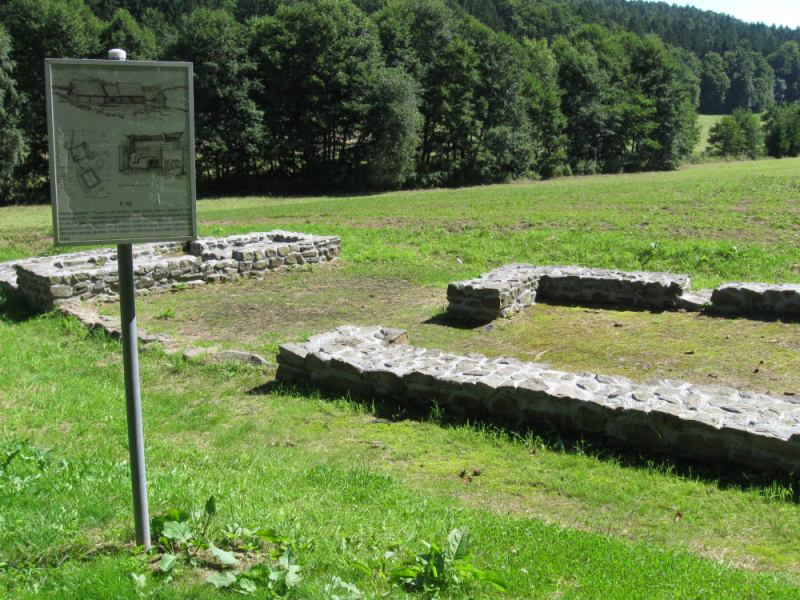
Rakovecké údolí – zaniklá osada Bystřec

- Balcarova skála-Vintoky (Ostrov u Macochy)
- Bayerova rezervace (Křtiny)
- Bílá voda (Holštejn)
- Březinka (Březina)
- Bučina u Suché louky (Buková)
- Čihadlo (Babice nad Svitavou)
- Dřínová (Babice nad Svitavou)
- Durana (Úsobrno)
- Mokřad pod Tipečkem (Típeček)
- Lipovské upolínové louky (Lipová)
- Pavlovské mokřady
- Rakovec (Jedovnice)
- Skály (Protivanov)
- Skelná Huť (Protivanov) (Protivanov)
- Sloupsko-šošůvské jeskyně (Sloup v Moravském krasu)
- Studnické louky (Krásensko)
- U Nového hradu (Olomučany)
- Malužín (Bílovice nad Svitavou)
- Mokřad pod Tipečkem (Jedovnice)
- U Brněnky (Kanice)
- U Výpustku (Březina)
- Údolí Říčky (Hostěnice, Ochoz u Brna)
- Uhliska
- Velký Hornek (Brno-Líšeň, Mokrá-Horákov)
- Zadní Hády (Kanice, Ochoz u Brna)

### Přírodní památky
- Černá skála (Lipovec)
- Hamerská stráň
- Horní Bělá
- Kněžnice
- Obřanská stráň
- Pavlečkova skála
- Pod Liščím kupem
- Pod Obrovou nohou
- Pod Panským lesem
- Velká Klajdovka
- V chaloupkách

### Přírodní parky
- Rakovecké údolí
- Řehořkovo Kořenecko
- Říčky

### Chráněné stromy

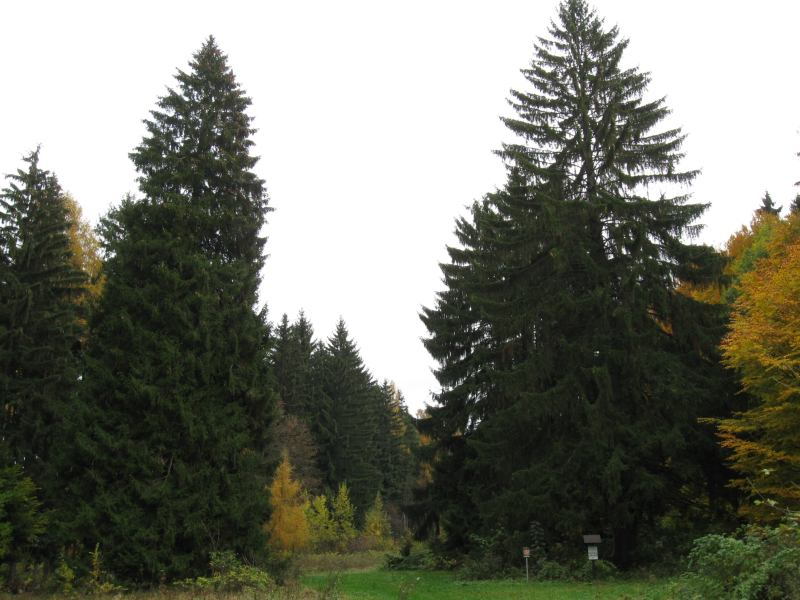
Tři smrky

- Lipová alej u Nových Dvorů
- Stromořadí Lažánky-Jedovnice
- Hrubá lípa (Jedovnice)
- Lípy v Karolíně (Karolín)
- Skřípovská lípa (Skřípov)
- Tři smrky (Ruprechtov)

### Arboreta
- Arboretum Křtiny
- Arboretum Řícmanice
- Arboretum Habrůvka
- Školní lesní podnik Masarykův les Křtiny (lesnický park)

## Zajímavosti a památky

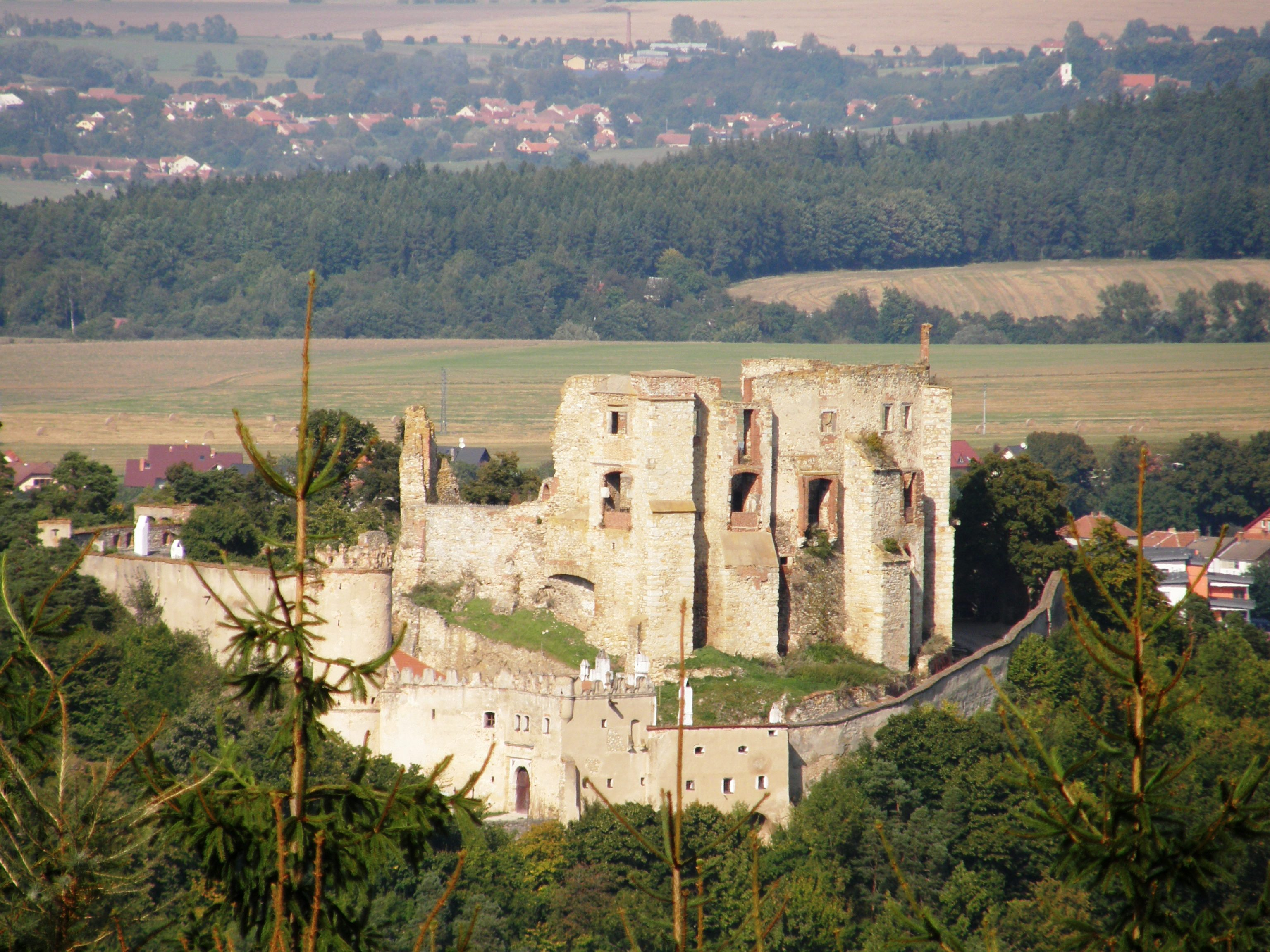
Hrad Boskovice

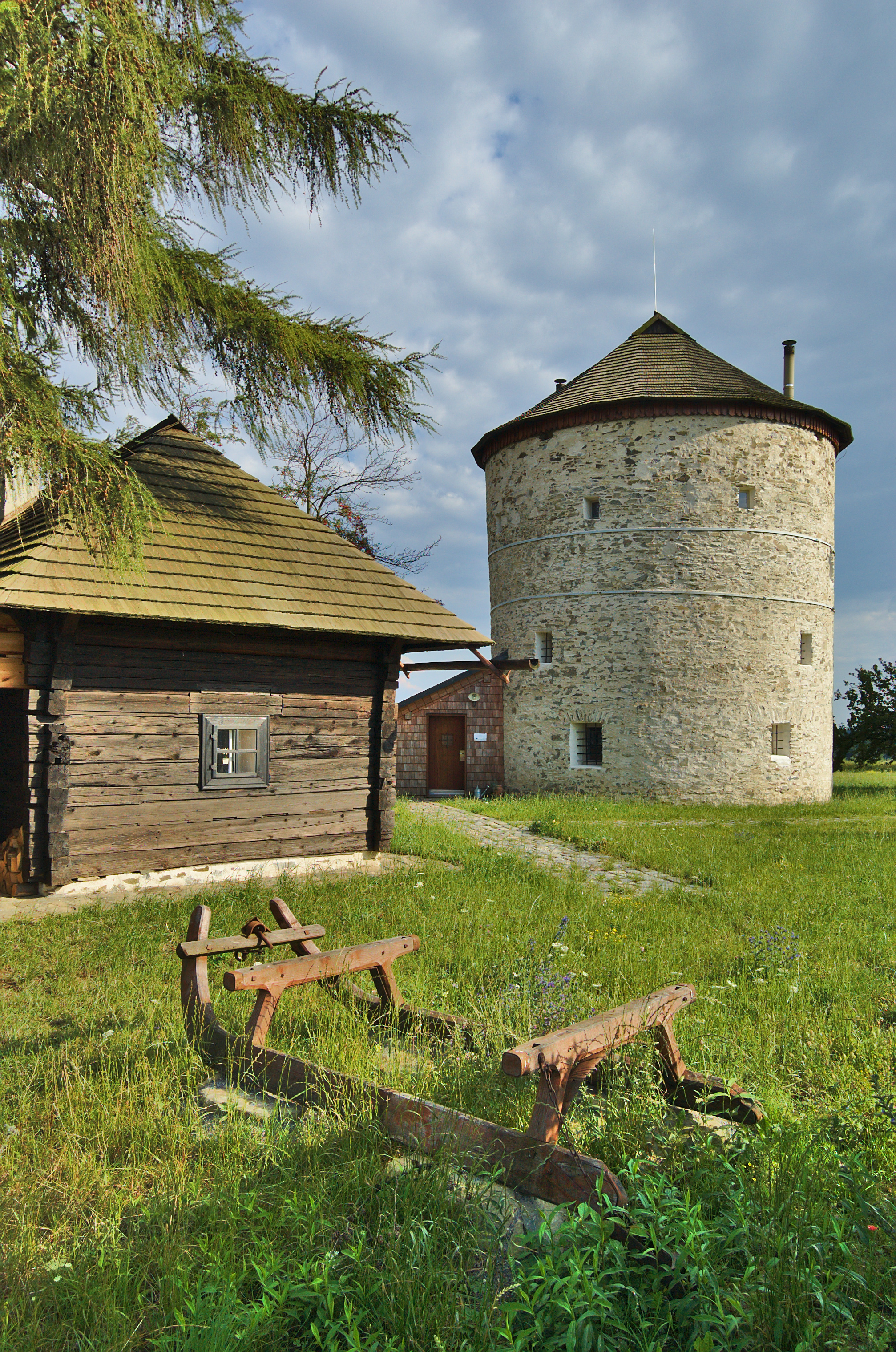
Větrný mlýn Němčice

### Hradiště a oppida
Černov, Obrova noha, Staré Hradisko

### Hrady a zříceniny
Blansek, Boskovice, Čertův hrádek u Okluk, Čertův hrádek (Olomučany), Dědice, Doubravice, Holštejn, Horákov, Hrádek u Babic, Ježův hrad, Kuchlov, Lečenec, Luleč, Melice, Myslejovice, Nový hrad, Obřany, Otaslavice, Plankenberk, Plumlov, Pustiměř (Zelená Hora), Račice, Ronov, Rytířská jeskyně, Smilovo hradisko, Stagnov, Starý Plumlov, Stražisko (Grünberk), Svitávka, Úsobrno, Vildenberk

### Zaniklé osady
Bystřec, Hamlíkov, městečko Holštejn, Sokolí, Típeček, Vilémov

### Zámky
Boskovice, Konice, Křtiny, Plumlov, Přemyslovice, Rájec nad Svitavou

### Větrné mlýny
Jednov (nepřístupný), Kořenec (nepřístupný), Malé Hradisko (nepřístupný), Němčice (nepřístupný), Ostrov u Macochy (nepřístupný), Petrovice, Přemyslovice (nepřístupný), Rudice (přístupný – muzeum), Ruprechtov (přístupný)

### Poutní kostely
Kostel Jména Panny Marie ve Křtinách, kostel Panny Marie Bolestné ve Sloupě, kostel Navštívení Panny Marie v Jednově, kostel Narození Panny Marie ve Vranově.

### Další památky
Betonové bunkry na Vyškovsku, Huť Františka, Sousoší husitských bojovníků, vápenka Velká dohoda

### Rozhledny
Alexandrova rozhledna, Babí lom, Malý Chlum, Podvrší u Veselice, Strom

### Televizní a rozhlasové vysílače, věže
Vysílač Hády, Vysílač Kojál, Radiolokační stanice Skalky

## Historie

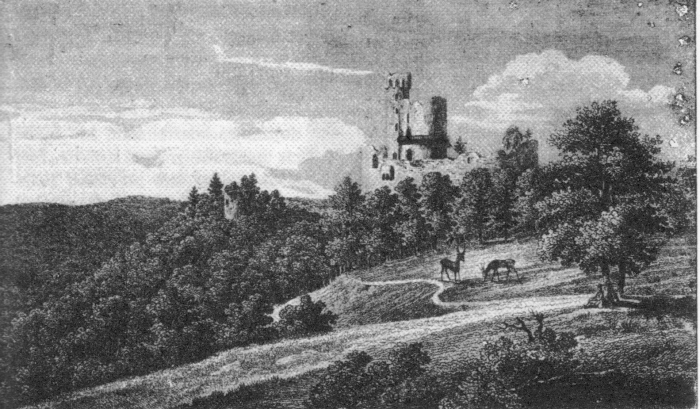
Nový hrad v roce 1842

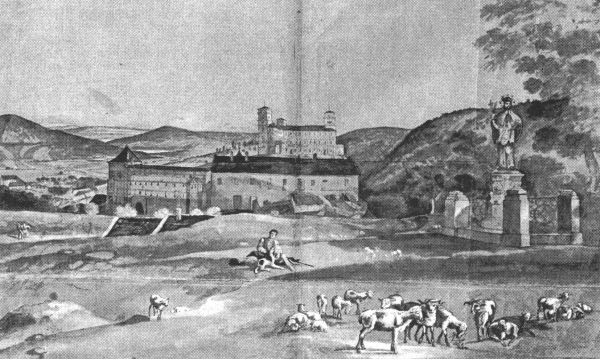
Historický obraz Račic, jednoho z center na Drahanské vrchovině

Až do 12. století byla Drahanská vrchovina velmi řídce osídlena, většinu z území tvořily hluboké lesy, jejím územím procházelo několik obchodních stezek. Ve 13. století dostávala vznikající šlechta od krále rozlehlá území, na kterých začala vznikat (případně se rozšiřovat) světská i církevní panství. Jejich centry se staly hrady Blansek, Boskovice, Dědice, Doubravice, Grünberk (Stražisko), Holštejn, Nový hrad, Obřany, Račice, Starý Plumlov, Vildenberk a další. V rámci velké (nebo též německé) kolonizace přišlo na území vrchoviny velké množství kolonistů z Bavorska, Dolních Rakous, Dolního Saska, ale i z Holandska a Flander. Po moravských markraběcích válkách a husitských válkách došlo k vylidnění této oblasti a zániku mnoha vsí, přičemž zde začal převládat český živel.

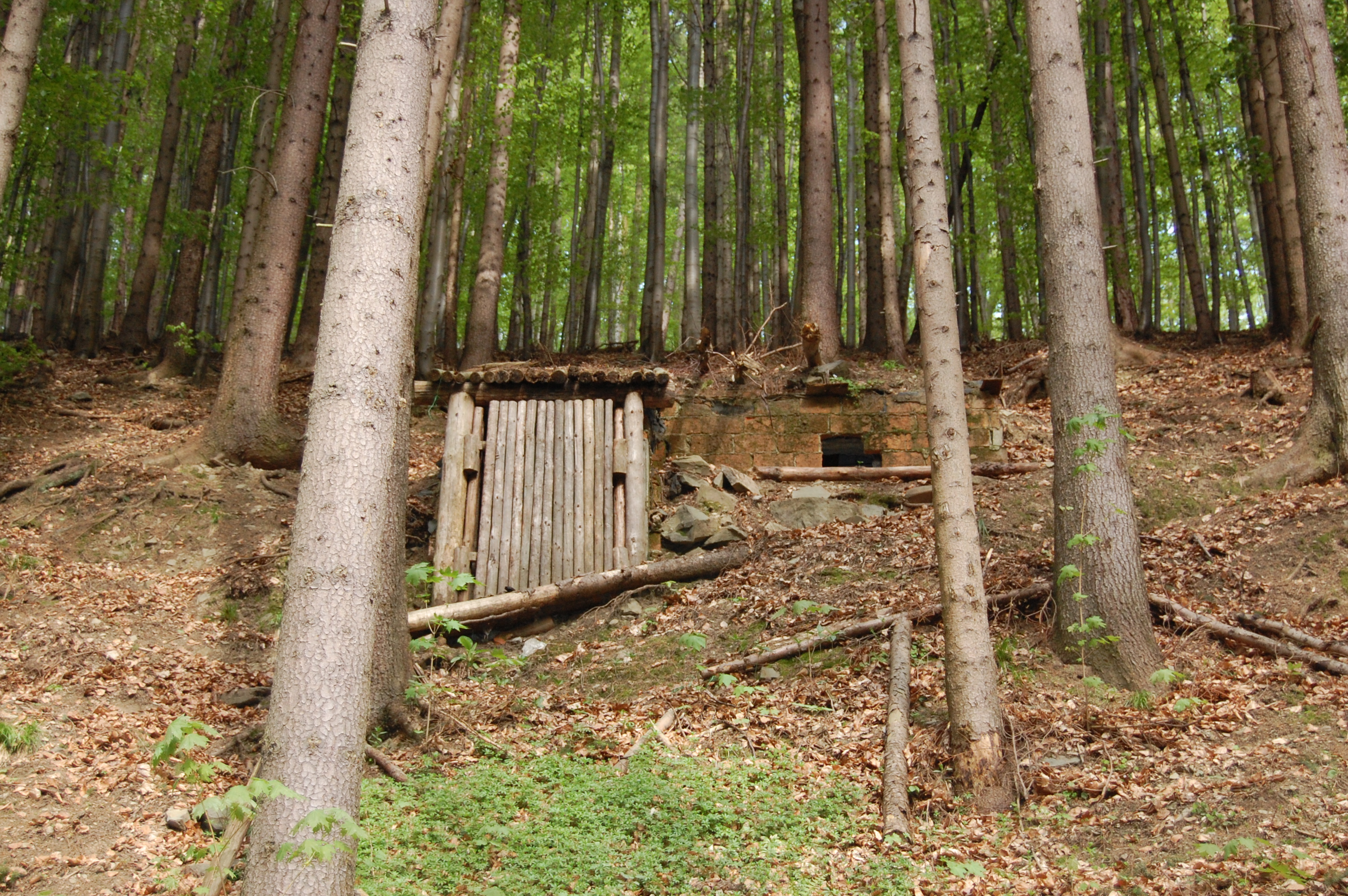
Partyzánský bunkr mezi obcemi Lipová a Malé Hradisko

Drsná a zemědělsky málo výnosná Drahanská vrchovina již nepřitahovala nové osadníky a katastry zaniklých vsí obvykle zarostly lesem. Území bylo nadále využíváno zemědělsky, k těžbě dřeva a částečně i k těžbě surovin. Mnoho původních panských sídel zaniklo a vznikla nová centra panství, která se nacházela většinou na okraji Drahanské vrchoviny v níže položené oblasti. Bylo to Blansko, Boskovice, Habrovany, Konice, Plumlov, Pozořice, Račice, Rájec nad Svitavou, Šebetov a Vyškov. V průběhu staletí zde nevyrostlo žádné významné město, v době průmyslové revoluce zde nevznikl žádný významný podnik a obyvatelé, kteří se nezabývali zemědělstvím, začali cestovat za prací do měst, ležících v níže položených okolních oblastech. V roce 1935 došlo v jihovýchodní části zalesněného území Drahanské vrchoviny ke vzniku vojenské střelnice (Vojenský výcvikový prostor Vyškov). Po vzniku Protektorátu Čechy a Morava bylo v rámci programu germanizace a konečného řešení české otázky vysídleno 33 obcí Drahanské vrchoviny, přičemž záminkou bylo rozšíření vojenské střelnice. Po druhé světové válce se obyvatelstvo vrátilo do svých vesnic zpět, a naopak byl vysídlen a zrušen německý jazykový ostrov okolo Brodku u Konice v severní části vrchoviny. Vojenská střelnice byla zachována v rozsahu z roku 1935 – nyní Vojenský újezd Březina. Za druhé světové války bylo na jižní části Drahanské vrchoviny zbudováno značné množství betonových bunkrů, jež byly součástí vojenského cvičiště a které zůstaly zachovány dodnes. V roce 1944 byl mezi Ruprechtovem a Račicemi vysazen partyzánský oddíl Jermak, který na Drahanské vrchovině působil až do konce války.
Ani po druhé světové válce nedošlo na Drahanské vrchovině k rozvoji průmyslu, oblast byla využívána spíše zemědělsky. V 50. letech byl na náhorní planině mezi Lipovcem a Krásenskem vztyčen vysílač Kojál, nejvyšší stavba na Moravě.
Od 70. let 20. století docházelo v rámci Jednotných zemědělských družstev k rozvoji nezemědělské výroby, která zajišťovala zaměstnanost pro značnou část pracovních sil. Po roce 1989 postupně docházelo k rušení těchto činností a snižování počtu pracovníků v zemědělství, čímž se výrazně zvýšil počet lidí dojíždějících za prací do center na okraji Drahanské vrchoviny, jako jsou Blansko, Boskovice, Brno, Prostějov a Vyškov.

## Doprava
Z dopravního hlediska jde o vnitřní periferii, kterou hlavní dopravní tahy až na výjimky obcházejí. Železnice tudy prochází jen okrajově na jihozápadě údolím Svitavy (páteřní trať Česká Třebová–Brno), další tratě vrchovinu rámují těsně (tratě ze Skalice nad Svitavou a z Prostějova do Chornic) nebo s odstupem (trať Brno–Přerov a Nezamyslice–Prostějov).
Také silnice vyšší kategorie vedou téměř důsledně okolo této oblasti, jmenovitě dálnice D1, dálnice D46 a silnice I/43. Vrchovina je tak obsloužena pouze silnicemi II. tříd, z nichž hlavní jsou II/150 vedoucí přes severní část a II/379 přes část jižní, kolmo propojené silnicemi II/373 a II/374 (trasy obou jsou ovšem na území Drahanské vrchoviny přerušeny). Dalšími významnými spojnicemi jsou silnice II/366, II/377, II/378 a II/383.

## Současnost
Drahanská vrchovina je nezatížena intenzívní průmyslovou výrobou a až na výjimky se jedná o oblast s čistým vzduchem a prostředím celkově. Dochází zde k rozmachu cyklostezek a ke stále většímu využívání pro rekreační účely. V zimě je díky sněhové pokrývce oblíbeným místem pro běžecké lyžování. Na několika místech existují značené a upravované běžecké okruhy.

## Fotogalerie

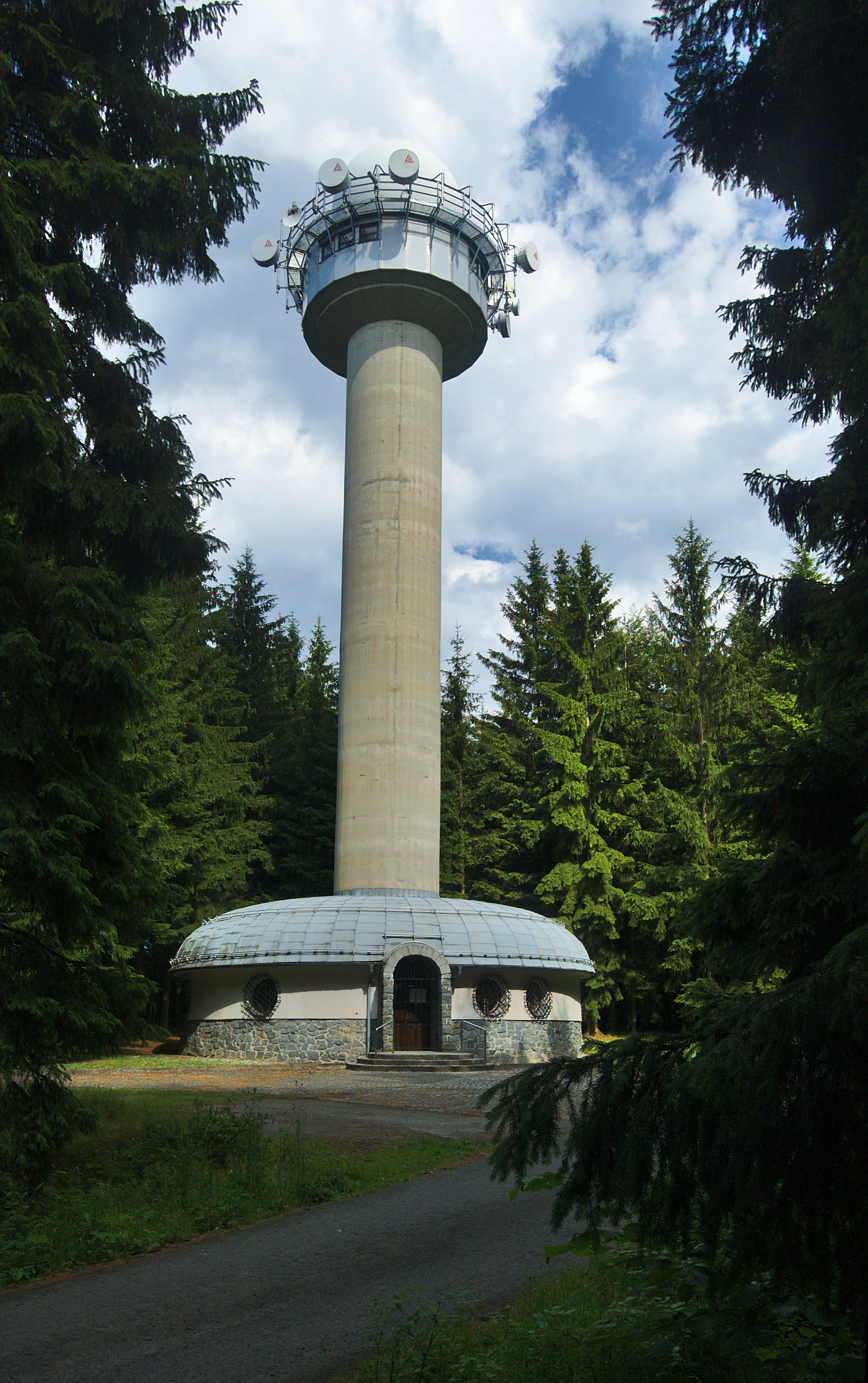
Meteoradar Skalky poblíž nejvyššího vrcholu Drahanské vrchoviny
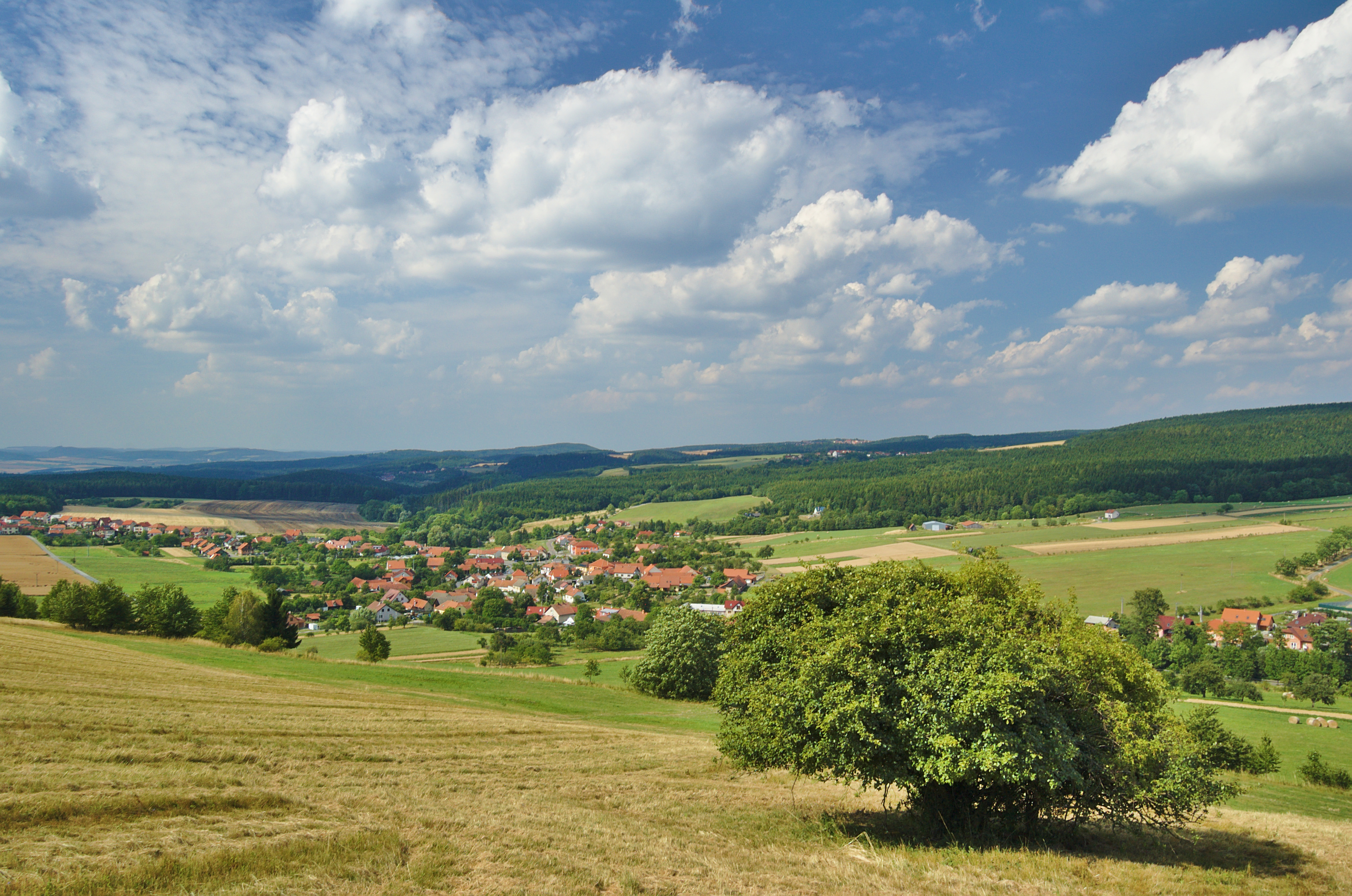
Pohled na Valchov, Drahanská vrchovina zde přechází do sníženiny Boskovická brázda
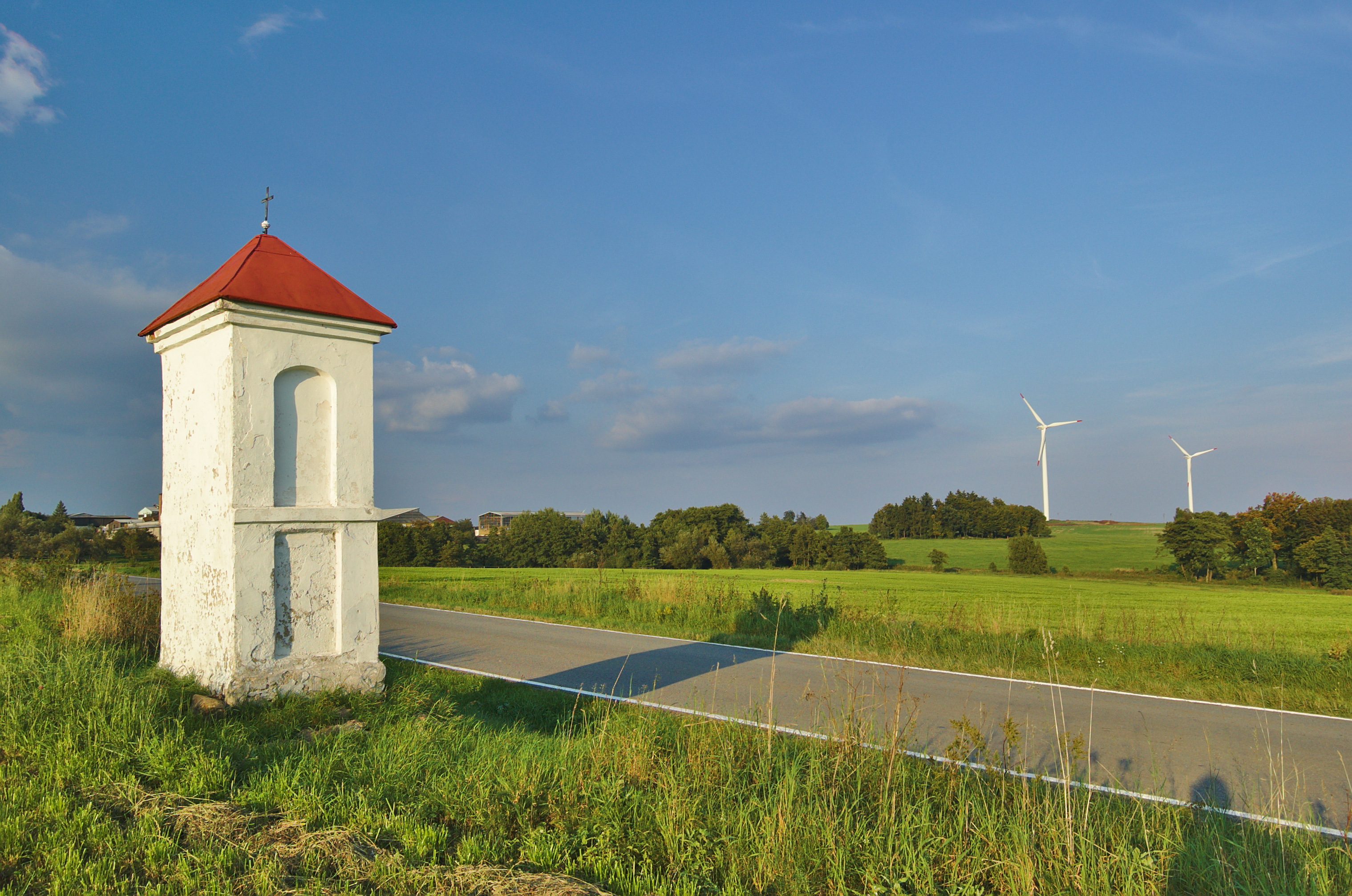
Výklenková kaplička v poli u silnice z Protivanova na Nivu, v pozadí dvě ze tří tamějších větrných elektráren
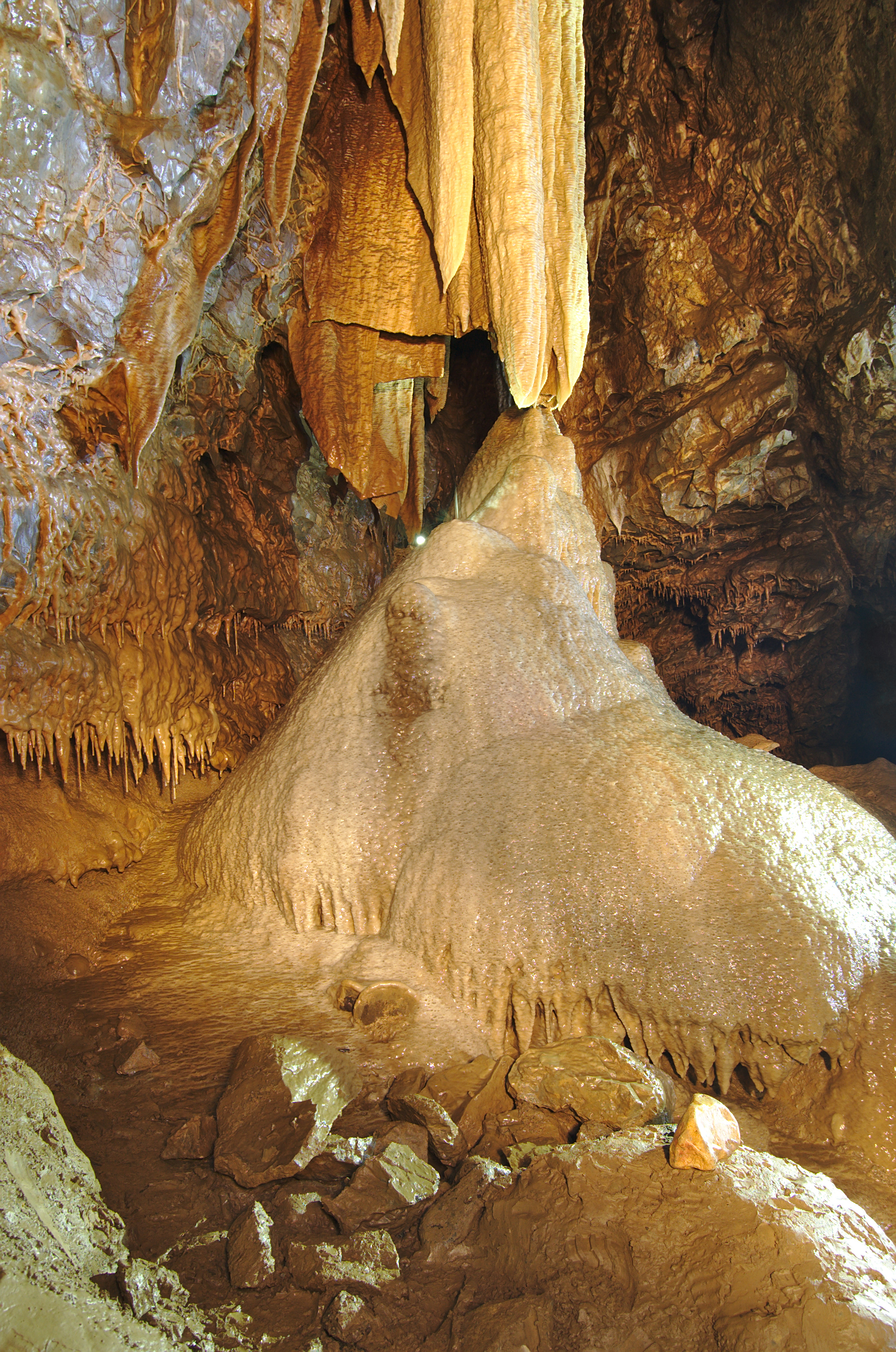
Amatérská jeskyně je nejdelším jeskynním systémem nejen v Moravském krasu, ale v celé ČR
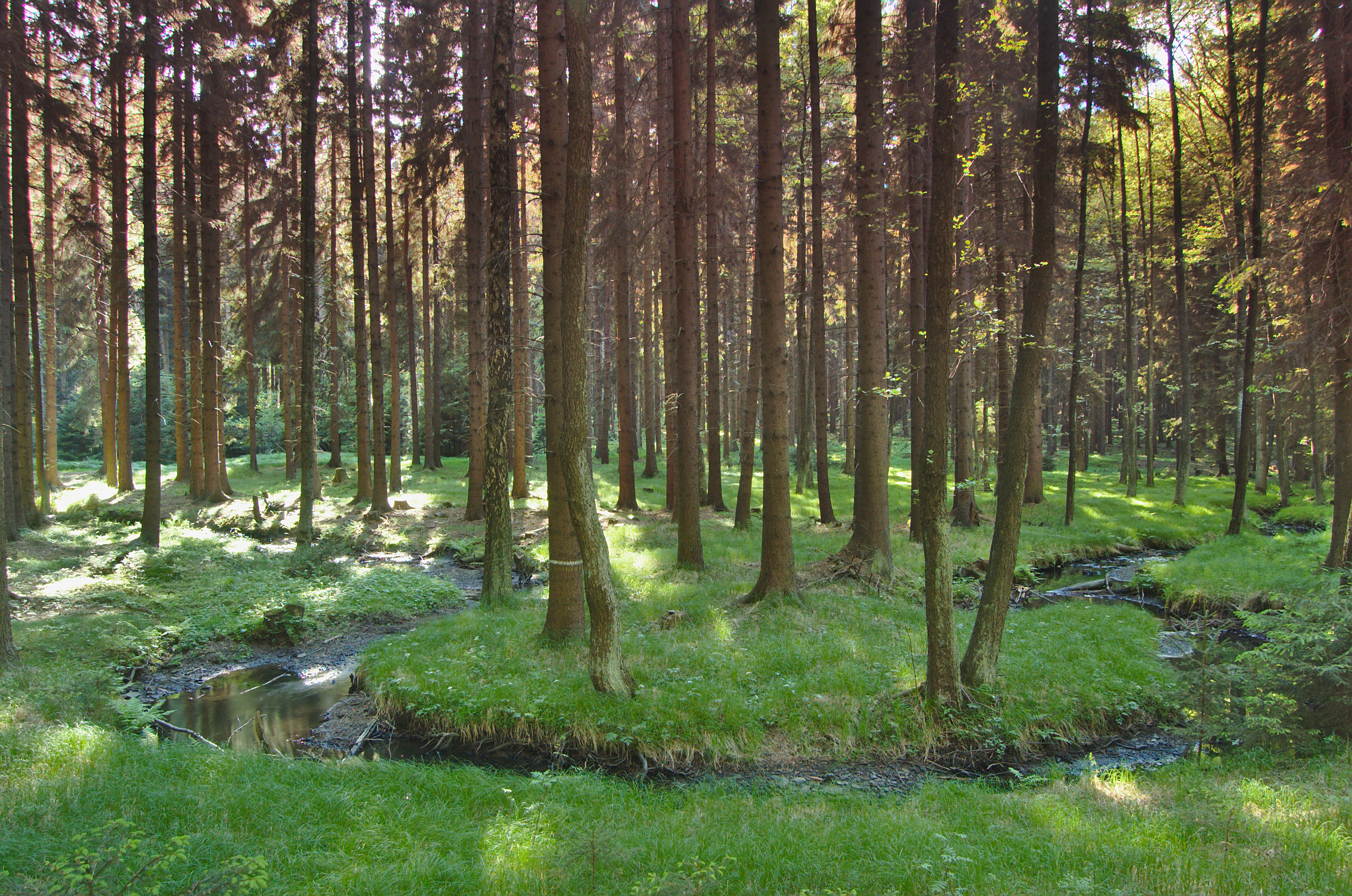
Bělá – meandr na horním toku
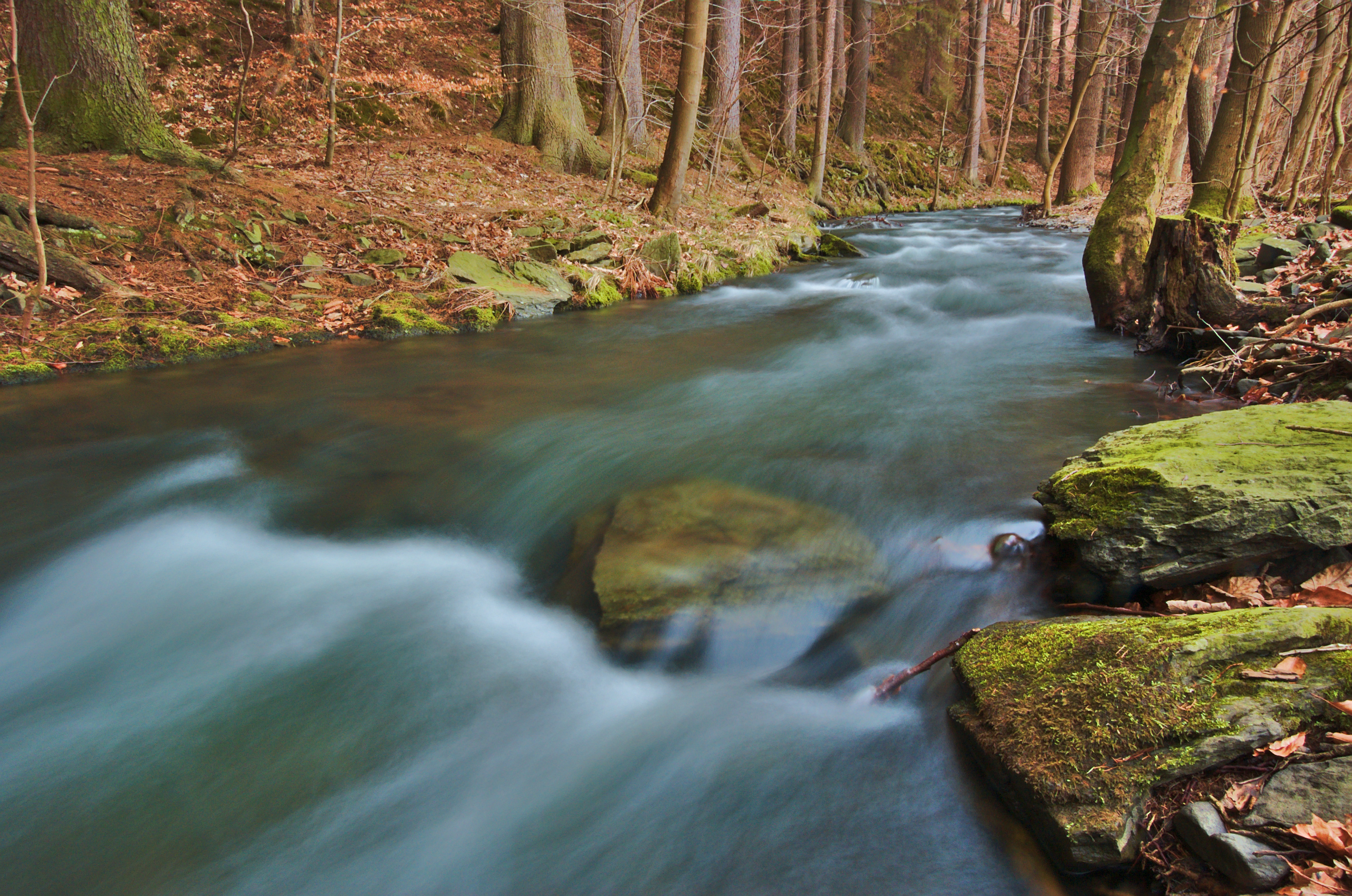
Hloučela u Lipovského mlýna
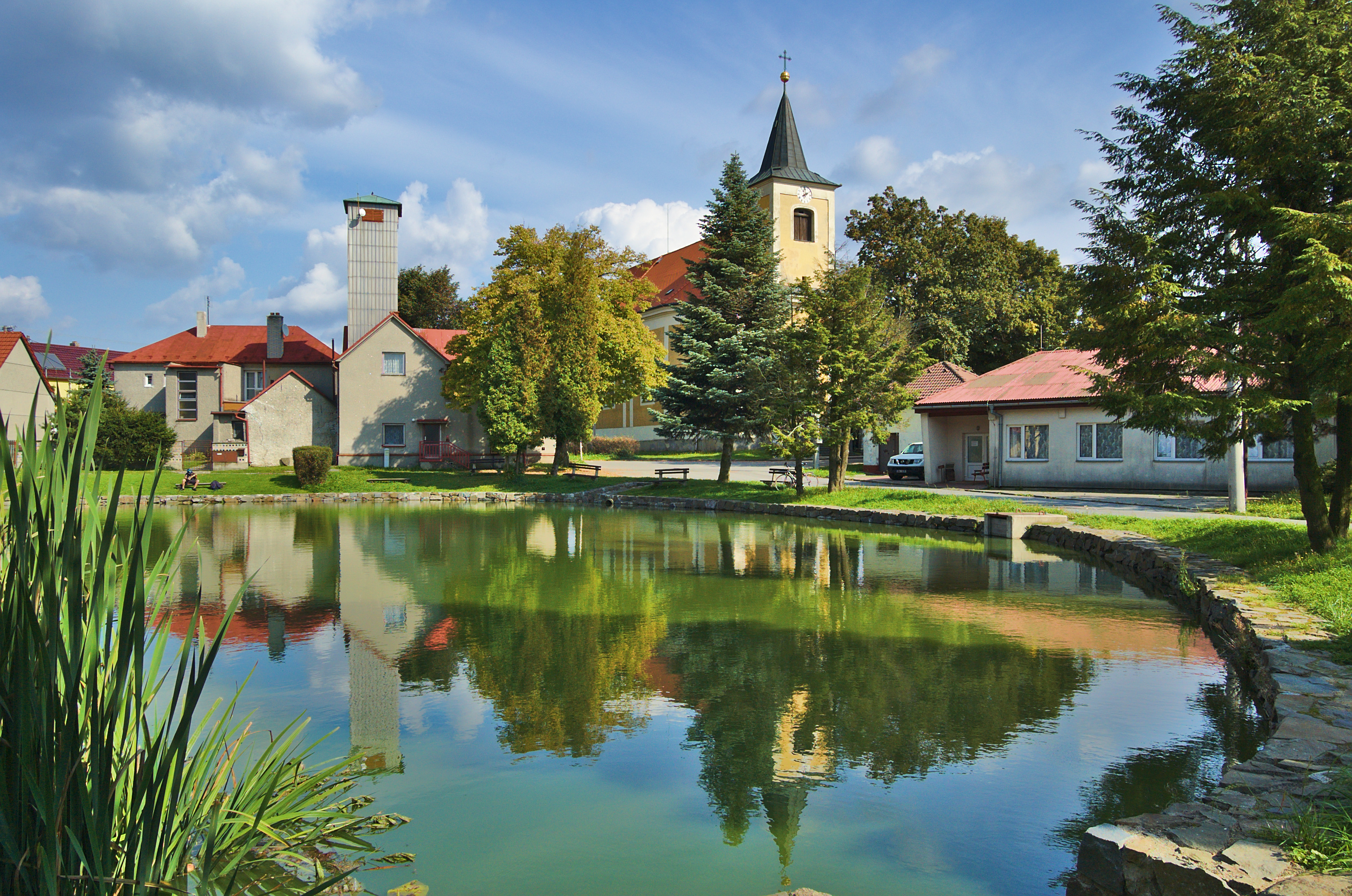
Náves s kostelem svatého Jana Křtitele a hasičskou zbrojnicí v obci Drahany, podle které dostala celá vrchovina své jméno